# نوواتسی (اوب)
نوواتسی (به صربی: Novaci) یک منطقهٔ مسکونی در صربستان است که در Ub Municipality واقع شده‌است. نوواتسی ۱۷٫۷۵ کیلومتر مربع مساحت و ۷۱۱ نفر جمعیت دارد و ۱۱۹ متر بالاتر از سطح دریا واقع شده‌است.